# Maccabi Tel Aviv (handball)
La section handball du Maccabi Tel-Aviv est un club de handball, situé à Tel-Aviv en Israël.

## Palmarès
- Championnat d'Israël (2) : 2014, 2016
- Coupe d'Israël (4) : 1963, 1964, 1965, 2017